# Гарип Каба
Гарип Каба (на албански: Garip Kaba) е политик от Северна Македония от албански произход.

## Биография
Роден е на 10 ноември 1964 г. в стружкото село Велеща. Бил е депутат в Събранието на Република Македония през 2006 г. Член е на Демократическата партия на албанците.